# Bathysauridae
Famille
Les Bathysauridae sont une famille de poissons à nageoires rayonnées de l'ordre des Aulopiformes, vivant dans les grands fonds marins.

## Liste des genres
Selon World Register of Marine Species (18 mai 2017), FishBase (18 mai 2017) et NCBI (8 déc. 2015) :
- Bathysaurus Günther, 1878 avec les espèces
  - Bathysaurus ferox Günther, 1878
  - Bathysaurus mollis Günther, 1878

Selon ITIS (8 déc. 2015)
- Bathysauroides Baldwin & Johnson in Stiassny et al., 1996 (placé par WoRMS dans sa propre famille, les Bathysauroididae)
- Bathysaurus Günther, 1878

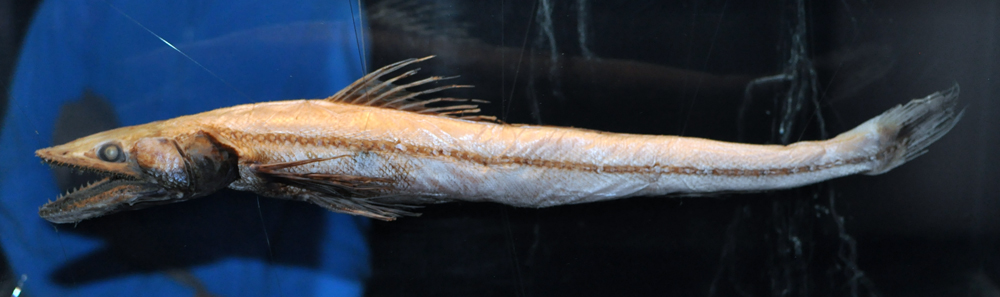
Bathysaurus ferox.
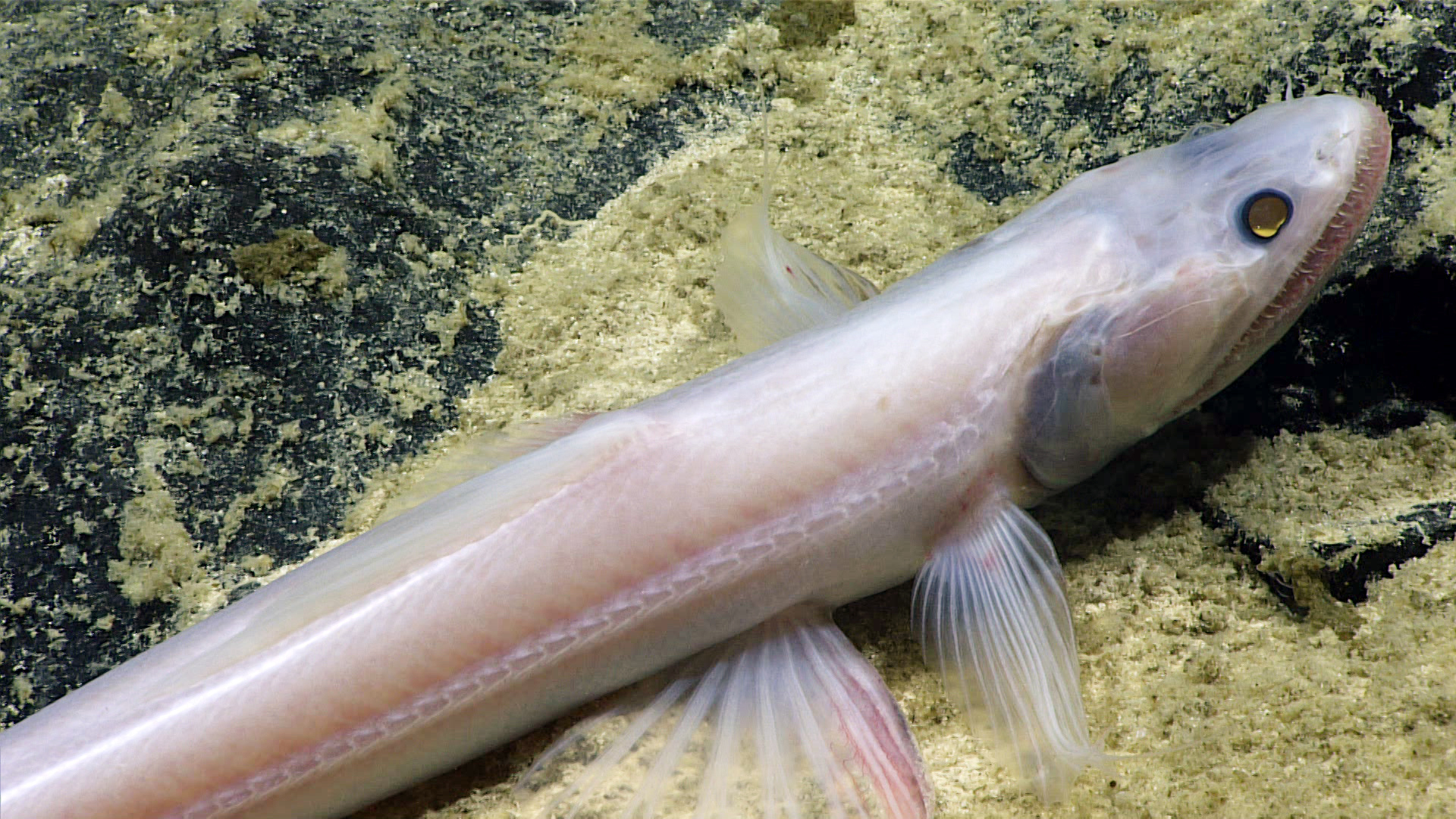
Bathysaurus mollis.
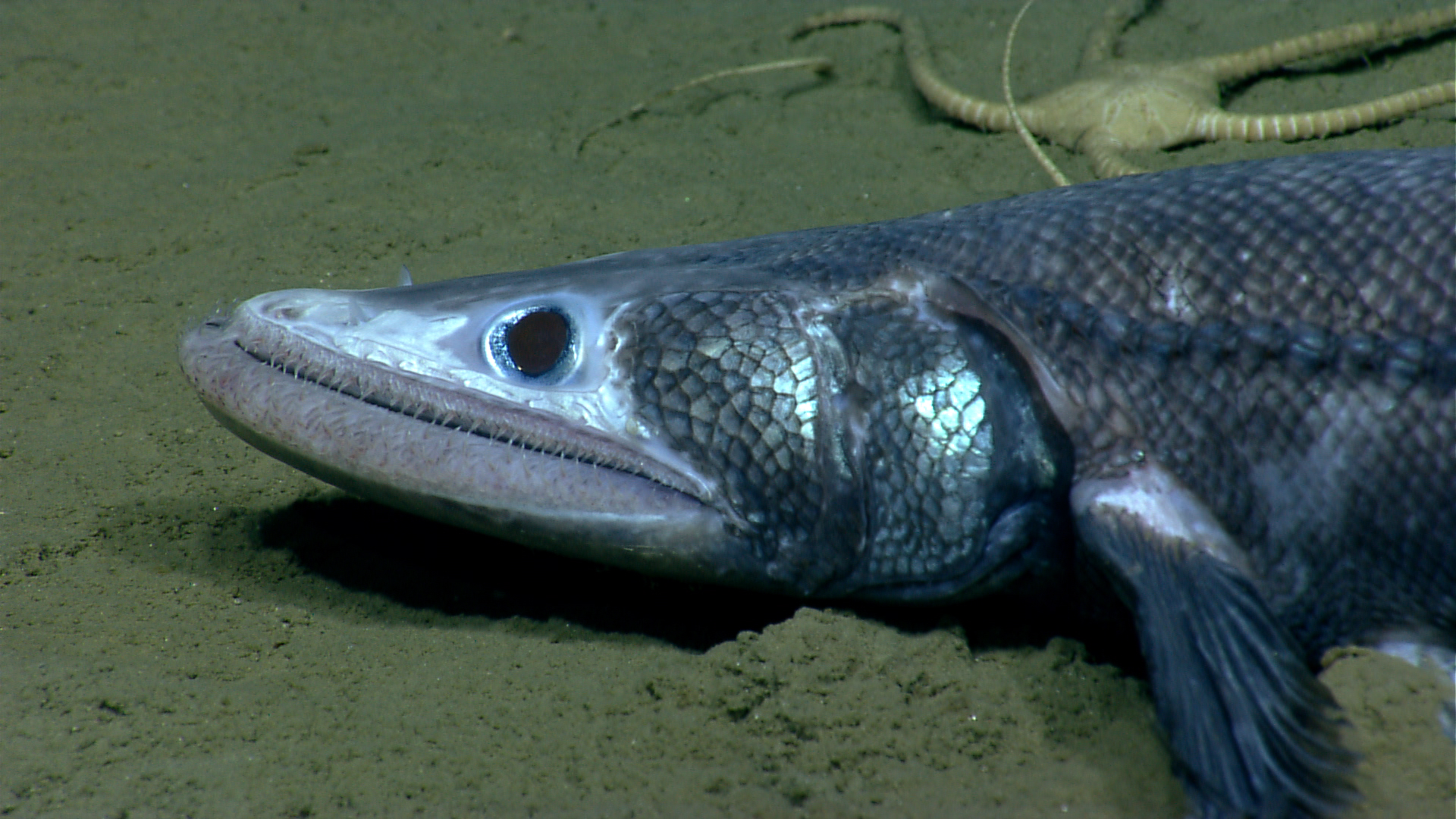
Gros plan de la tête d'un Bathysaurus.